# Playoffs de la ABA de 1972
Los Playoffs de la ABA de 1972 supusieron la culminación de la temporada 1971-72 de la ABA, la quinta de su historia. Los campeones fueron los Indiana Pacers, que derrotaron en las Finales a New York Nets por 4 victorias a 2.
Los Kentucky Colonels, a pesar de acabar la temporada regular con el mejor récord de la historia de la ABA (68-16, un 81,0% de victorias), y tras haber ganado a los Nets en 8 de los 11 partidos en los que se enfrentaron, acabando estos a 24 victorias al final, cayeron derrotados por este miasmo equipo en la primera ronda de los playoffs.
The Floridians jugaron el último partido de su corta historia el 6 de abril de 1972, perdiendo su cuarto partido de semifinal de división ante Virginia Squires 115-106. La serie la ganaron los Squires por 4-0, y su rookie Julius Erving consiguió 30 o más rebotes en 3 de los encuentros. El 13 de junio la liga compró The Floridians y desmanteló el equipo.
Los Indiana Pacers fueron los primeros en repetir título, y fue la primera vez en la que dos futuros equipos NBA se enfrentaban en las finales, algo que no ocurrió de nuevo hasta 1976, cuando se vieron las caras los Nets con Denver Nuggets, en la última temporada de la historia.
Freddie Lewis, de los Pacers, fue elegido MVP de los playoffs.

## Equipos clasificados

### División Este
1. Kentucky Colonels
2. Virginia Squires
3. New York Nets
4. The Floridians

### División Oeste
1. Utah Stars
2. Indiana Pacers
3. Dallas Chaparrals
4. Denver Rockets

## Tabla
|  | Semifinales de División | Semifinales de División | Semifinales de División |                  |   | Finales de División | Finales de División | Finales de División |  |    | Finales de la ABA | Finales de la ABA | Finales de la ABA |  |
|  |                         |                         |                         |                  |   |                     |                     |                     |  |    |                   |                   |                   |  |
|  |                         |                         |                         |                  |   |                     |                     |                     |  |    |                   |                   |                   |  |
|  | 1                       | Utah Stars              | 4                       |                  |   |                     |                     |                     |  |    |                   |                   |                   |  |
|  | 1                       | Utah Stars              | 4                       |                  |   |                     |                     |                     |  |    |                   |                   |                   |  |
|  | 3                       | Dallas Chaparrals       | 0                       |                  |   |                     |                     |                     |  |    |                   |                   |                   |  |
|  | 3                       | Dallas Chaparrals       | 0                       |                  | 1 | Utah Stars          | 3                   |                     |  |    |                   |                   |                   |  |
|  | División Oeste          |                         |                         |                  | 1 | Utah Stars          | 3                   |                     |  |    |                   |                   |                   |  |
|  |                         |                         | 2                       | Indiana Pacers   | 4 |                     |                     |                     |  |    |                   |                   |                   |  |
|  | 4                       | Denver Rockets          | 2                       | Indiana Pacers   | 4 | 3                   |                     |                     |  |    |                   |                   |                   |  |
|  | 4                       | Denver Rockets          |                         |                  |   |                     |                     |                     |  |    |                   |                   |                   |  |
|  | 2                       | Indiana Pacers          | 4                       |                  |   |                     |                     |                     |  |    |                   |                   |                   |  |
|  | 2                       | Indiana Pacers          | 4                       |                  |   |                     |                     |                     |  | W2 | Indiana Pacers    | 4                 |                   |  |
|  |                         |                         |                         |                  |   |                     |                     |                     |  | W2 | Indiana Pacers    | 4                 |                   |  |
|  |                         |                         | E3                      | New York Nets    | 2 |                     |                     |                     |  |    |                   |                   |                   |  |
|  | 1                       | Kentucky Colonels       | E3                      | New York Nets    | 2 | 2                   |                     |                     |  |    |                   |                   |                   |  |
|  | 1                       | Kentucky Colonels       |                         |                  |   |                     |                     |                     |  |    |                   |                   |                   |  |
|  | 3                       | New York Nets           | 4                       |                  |   |                     |                     |                     |  |    |                   |                   |                   |  |
|  | 3                       | New York Nets           | 4                       |                  | 3 | New York Nets       | 4                   |                     |  |    |                   |                   |                   |  |
|  | División Este           |                         |                         |                  | 3 | New York Nets       | 4                   |                     |  |    |                   |                   |                   |  |
|  |                         |                         | 2                       | Virginia Squires | 3 |                     |                     |                     |  |    |                   |                   |                   |  |
|  | 4                       | The Floridians          | 2                       | Virginia Squires | 3 | 0                   |                     |                     |  |    |                   |                   |                   |  |
|  | 4                       | The Floridians          |                         |                  |   |                     |                     |                     |  |    |                   |                   |                   |  |
|  | 2                       | Virginia Squires        | 4                       |                  |   |                     |                     |                     |  |    |                   |                   |                   |  |
|  | 2                       | Virginia Squires        | 4                       |                  |   |                     |                     |                     |  |    |                   |                   |                   |  |
|  |                         |                         |                         |                  |   |                     |                     |                     |  |    |                   |                   |                   |  |